# Computer de ultimă generație
The Ultimate Computer este un episod din sezonul al II-lea al Star Trek: Seria originală care a avut premiera la 8 martie 1968.

## Prezentare
Un nou sistem informatic face ravagii în timp ce este testat la bordul navei Enterprise.